# Rhaphidura sabini
Болотный иглохвост, или Болотный колючехвост, или Стриж иглохвостый сабинов (Rhaphidura sabini, или Raphidura sabini (лат.) — вид птиц из семейства стрижиных. Подвидов не выделяют

## Название
Видовое название присвоено в честь Джозефа Сэбина (1770—1837), английского естествоиспытателя и юриста.

## Распространение
Обитают в Африке южнее Сахары, ареал вида обширен и включает территории множества африканских стран.

## Описание и биология
Это небольшие птицы длиной 11 см и весом 20 г, которые питаются насекомыми. Крылья, спина и горло у них чёрные, а живот, квадратный хвост и круп белые.

### Вокализация
Издают пронзительный щебет.

## Охранный статус
МСОП присвоил данному виду охранный статус LC.